# América Alonso
América Alonso, nome d'arte di María Golajovski Zaira (Kruševac, 4 dicembre 1936 – Miami, 14 maggio 2022), è stata un'attrice venezuelana.

## Biografia
Figlia unica di una cantante d'opera e di un ingegnere, immigrati della rivoluzione russa, María Golajovski Zaira nacque a Kruševac, in Iugoslavia, attuale Serbia, il 4 dicembre del 1936. Il padre morì quando lei aveva sette anni. Nel 1948 emigrò in Venezuela, dove frequentò una scuola elementare di Caracas. Successivamente conobbe l'attrice e maestra teatrale Juana Sujo, la quale le trasmise l'interesse per la recitazione; inoltre, con lei migliorò anche il suo spagnolo.
Iniziò la sua formazione nella radio. Dopodiché lavorò nella televisione venezuelana. Successivamente, nel 1953, partecipò al lancio di Radio Caracas Televisión. Su RCTV le suggerirono di adottare il nome "América", per la sua destinazione di emigrazione, e di cambiare il suo cognome iugoslavo con quello della ballerina cubana Alicia Alonso.
Il suo primo matrimonio nel 1959 fu con il produttore Mario Bertoul. Insieme ebbero due figli: Roberto e Alejandro. Successivamente si risposò con Daniel Farías, il quale lavorava sempre in ambito teatrale. 
Alcuni dei suoi ruoli più importanti in film sono stati in Cangrejo e La Gata Borracha, entrambi di Román Chalbaud.
Morì all'età di 86 anni il 14 maggio del 2022 a Miami, in Florida, dove viveva con i figli.

## Filmografia

### Cinema
- Tambores en la colina, regia di César Henríquez (1956)
- Papalepe, regia di Antonio Graziani (1957)
- Me importa poco, regia di Miguel Morayta (1958)
- Cangrejo, regia di Román Chalbaud (1982)
- La gata borracha, regia di Román Chalbaud (1983)
- Seguro está el infierno, regia di José Alcalde (1985)
- Una noche oriental, regia di Miguel Curiel (1986)

### Televisione
- Los gavilanes - zarzuela (1953)
- Casos y cosas de casa - commedia (1961)
- La cruz del diablo - telenovela (1961)
- Sangre Indómita - telenovela (1964)
- Sor Alegría - telenovela (1967)
- Soledad - telenovela (1969)
- La Loba - telenovela (1973)
- Sopotocientos - serie TV (1973)
- Cumbres Borrascosas - telenovela (1976)
- El Escándalo - telenovela (1977)
- Por amarte tanto - telenovela (1992)
- Sueño contigo - telenovela (1988)
- Cambio de piel - telenovela (1998)